# Néos Pródromos (Imathie)
Néos Pródromos (grec moderne : Νέος Πρόδρομος) est une localité située dans le dème d'Alexándria, dans le district régional d'Imathie, dans la periphérie de Macédoine-Centrale, en Grèce.
Selon le recensement de 2011, elle compte 181 habitants.